# 니시오노촌
니시오노촌(西大野村)은 오이타현 오노군에 있던 촌이다. 현재의 분고오노시. 다케타시의 일부에 해당한다.